# Ка-32
Ка-32 (за кодифікацією НАТО: Helix-C) — радянський, згодом російський, середній транспортний вертоліт співвісної схеми з двома турбовальними двигунами і шасі, що не забираються.
Ка-32 є цивільним розвитком пошуково-рятувального гелікоптера Ка-27ПС, розробленим ОКБ ім. Н. І. Камова з урахуванням успішної експлуатації сімейства гелікоптерів Ка-25 та Ка-27 з палуби кораблів.

## Розробка
Початком розробки гелікоптера Ка-32 слід приймати, як і для гелікоптера Ка-27, 1969 рік.
Спочатку як основне призначення Ка-32 передбачалося його використання для розвідки льодової обстановки в екстремальних північних умовах Арктики вдень і вночі, проте пізніше було вирішено розробляти гелікоптер для багатоцільового всепогодного застосування: для пошукових та рятувальних робіт, транспортних перевезень, розвантаження суден та обслуговування бурових платформ, кранових робіт при монтажі обладнання, вивезенні пакетів цінної деревини, патрульної служби та інших цілей.
Вертоліт було вирішено обладнати досконалим пілотажно-навігаційним комплексом з бортовою ЕОМ, оглядовою РЛС, протизледенювальними системами та спеціальним обладнанням. Відсутність на гелікоптері озброєння, пошукового протичовнового обладнання та пов'язаних з ним систем дозволила використовувати внутрішні об'єми для розміщення паливних баків та різного обладнання для цивільного застосування та забезпечило збільшення вантажопідйомності гелікоптера.
Перший політ дослідного вертольота Ка-32 відбувся 24 грудня 1973 (льотчик-випробувач Є. І. Ларюшин). Перший політ серійного вертольота Ка-32 — 1980 року.
На дослідному гелікоптері Ка-32 вперше в історії освоєння Арктики наприкінці 1978 року здійснено проведення атомного криголаму «Сибір» з караваном суден в умовах полярної ночі.
1981 року вертоліт Ка-32 вперше був продемонстрований закордонним фахівцям у Мінську на конференції із застосування цивільної авіації в народному господарстві, а 1985 року — на Паризькій авіаційно-космічній виставці і пізніше на багатьох інших виставках.

## Виробництво
З 1985 року вертольоти Ка-32 серійно виготовляються ВАТ «КумАПП». До 2006 року було випущено близько 160 гелікоптерів Ка-32 у різних модифікаціях, виробництво триває.
У 2013 році укладено угоду з корпорацією «Ітун» (Китай) про можливість складання гелікоптерів Ка-32А11BC у Китаї.

## Модифікації
З 2010 року виробляються лише гелікоптери модифікацій Ка-32А та Ка-32А11ВС. З 2011 року випускаються лише Ка-32А11ВС.
| Назва моделі | Короткі характеристики, відмінності. |
| ------------ | --- |
| Ка-32        | Загальне позначення. Під ним найчастіше маються на увазі вертольоти модифікації Ка-32Т або Ка-32С. Історично походить з часів, коли інших модифікацій не існувало. |
| Ка-32А       | Модифікація вертольота Ка-32Т з метою виконання сертифікаційних вимог. Є глибшою модифікацією проти Ка-32АО. Від Ка-32АТ модифікація відрізняється складом приладового обладнання, що забезпечує виконання польотів по ППП вдень та вночі; удосконаленою системою повного та статичного тиску для підвищення точності вимірювань; а також блискавкозахист блоків радіообладнання. Гелікоптер має сертифікат типу транспортної категорії і послужив основою для появи нових однотипних гелікоптерів. |
| Ка-32А1      | Модифікація вертольота Ка-32А протипожежної служби м. Москви. Розроблено в 1993 році. Вертоліт призначається для евакуації людей та гасіння пожеж різного ступеня складності, у тому числі у висотних будівлях. Від базової версії вертоліт відрізняється додатковим зв'язковим обладнанням, спеціалізованою системою пожежогасіння, встановленням двох прожекторів та гучномовця системи зовнішнього оповіщення. Для боротьби з пожежами вертоліт обладнаний переносними вогнегасниками, аерозольними гранатами і горизонтальною гідравлічною гарматою. Протипожежне обладнання може бути доповнене водозливним пристроєм (підвісним баком ємністю до 5000 літрів). Для евакуації людей з будівель, що горять, застосовуються різні транспортно-рятувальні кабіни, що встановлюються на зовнішній підвісці. Безпарашутне десантування пожежних розрахунків на режимі висіння гелікоптера здійснюється за допомогою спускових пристроїв. Вертоліт має характерне червоно-біле забарвлення. |
| Ка-32А2      | Модифікація гелікоптера Ка-32А для правоохоронних структур. Розроблено в 1994 року для ГУВС м. Москви. Вертоліт призначався для перевезення службового персоналу, пошуку злочинних груп та десантування особового складу спецпідрозділів. Від базової версії гелікоптер відрізняється зміненою паливною системою, додатковим зв'язковим обладнанням, встановленням прожекторів та двох гучномовців системи зовнішнього оповіщення. У паливній системі вертольота відсутні паливні баки № 5 (по бортах фюзеляжу), наявні паливні баки оснащені пінополіуретановим заповнювачем. Зовнішнє світлотехнічне обладнання доповнено двома прожекторами: у носовій частині фюзеляжу та на рухомій фермі в отворі вантажних дверей лівим бортом. Безпарашутне десантування особового складу спецпідрозділів на режимі висіння вертольота здійснюється через дверний отвір транспортної кабіни за допомогою спускових пристроїв. Для можливості застосування особовим складом зброї вертоліт обладнаний шкворневими установками для автоматів або кулеметів. Гвинтокрил має забарвлення у вигляді плямистого камуфляжу. Було збудовано один вертоліт; згодом його назад переобладнано на цивільний Ка-32А. |
| Ка-32А4      | Модифікація вертольота Ка-32С для ЗС Республіки Корея. Корейське позначення вертольота HH-32A. Гелікоптер додатково оснащений метеолокатором, бортовим комп'ютером з МФІ, прожектором, системами ближньої навігації та посадки VOR/ILS, закордонними радіостанціями. Гелікоптер розроблений на ВАТ «КумАПП» спільно з ізраїльськими фірмами. |
| Ка-32А6      | Проєкт пасажирського вертольота на основі Ка-32А. Відрізнявся збільшеним фюзеляжем (транспортною кабіною), пристосованим для перевезення пасажирів. Гелікоптери за цим проєктом не будувалися. |
| Ка-32А11BC   | Модифікація вертольота Ка-32А за результатами сертифікації в Канаді 1998 року. Звідси літери «BC» в позначенні модифікації — від British Columbia. Вертоліт відрізняється двокамерною рульовою системою (блоком гідропідсилювачів системи управління), оновленим складом обладнання та кольоровим маркуванням приладів відповідно до вимог зарубіжних норм. Вертоліт випускається у двох основних варіантах приладового обладнання: з аналоговими приладами в кабіні екіпажу та з МФІ. До 2011 року модифікація вертольота відрізнялася збільшеними ресурсами та термінами служби основних компонентів. Вертоліт активно застосовується для транспортування вантажів на зовнішній підвісці, у тому числі для трелювання деревини, будівельно-монтажних робіт та пожежогасіння. Є можливість встановлення різного опціонального обладнання вітчизняного та зарубіжного виробництва. До 2011 року вертоліт постачався лише на експорт. Вертоліт цієї модифікації сертифікований в Австралії, Бразилії, Європі, Канаді, Китаї, Південній Кореї та Японії. |
| Ка-32А11М    | Модифікація запропонована для модернізації парку Ка-32 Південної Кореї (також у плани входить модернізація парку гелікоптерів, які є в основних експлуатантів у Південній Кореї, Європі, Туреччині та Китаї). Передбачає встановлення потужнішого двигуна ВК-2500ПС-02, нового протипожежного обладнання та БРЕО. |
| Ка-32А12     | Виконання гелікоптера Ка-32А11BC для Швейцарії. До 2011 року гелікоптер вважався самостійною моделлю, створеною на основі Ка-32А11ВС. З 2011 року Ка-32А12 розглядається як модифікація (окреме виконання) Ка-32А11ВС і входить до єдиного сертифіката типу. Модифікація відрізняється зміненим складом приладового обладнання, розробленим спільно з експлуатантом Heliswiss. Було випущено 3 вертольоти. Гелікоптери мають червоно-біле фірмове забарвлення експлуатанта. |
| Ка-32АМ      | Позначення проєкту вертольота Ка-32А зі збільшеною до 7000 кг вантажопідйомністю. |
| Ка-32АО      | Раннє позначення моделі: Ка-32А-О. Часто зустрічається неправильне позначення Ка-32А0. Модифікація гелікоптера Ка-32Т з метою виконання сертифікаційних вимог. На вертоліт встановлюються сертифіковані основні двигуни ТВ3-117ВМА (ТВ3-117ВМА серії 02). Додатково встановлено: відповідач УВС та термостійкий протиударний магнітофон. Під основні та допоміжний двигуни встановлений захист із титанових листів. Електросистеми гелікоптера розділені на системи правого та лівого борту. Система зовнішньої підвіски додатково оснащена механізмом аварійного скидання. На шкали приладів у кабіні екіпажу наноситься розмітка кольорів. Вертоліт сертифікований АР МАК і має сертифікат типу обмеженої категорії для перевезення вантажів за умови виконання візуальних польотів удень. Від позначення категорії походить літера «О» у позначенні вертольота. |
| Ка-32К       | Вертоліт є спеціалізованим варіантом Ка-32Т до виконання складних будівельно-монтажних робіт («літаючий кран»). Дана модифікація відрізняється додатковою напіввисувною кабіною оператора, розташованою в задній частині фюзеляжу. Гелікоптер обладнаний принципово новою електродистанційною системою управління (ЕДСУ), що дозволяє здійснювати пілотування як з основної кабіни пілотів, так і додаткової кабіни оператора. Є автоматична система гасіння коливань троса з вантажем на зовнішній підвісці і система автоматичного витримування постійного кута натягнутого троса, з'єднаного з вантажем, що розташований на землі. Для спостереження за вантажем вертоліт обладнаний телевізійною системою, яка складається з двох телекамер: рухомої у поздовжній площині, встановленій під хвостовим оперенням, та нерухомої, розміщеної вертикально всередині фюзеляжу поблизу троса зовнішньої підвіски. Обидві телекамери мають регульовані діафрагми та фокусні відстані. У пілотській кабіні — два телеекрани: у командира вертольота та у другого пілота. На кожний телеекран можна вивести зображення з будь-якої телекамери. Було побудовано один дослідний екземпляр вертольота цієї модифікації. Перший політ відбувся 28 грудня 1991 року. Вертоліт вперше був показаний на авіаційно-космічній виставці в Берліні в 1992 році. |
| Ка-32С       | Модифікація вертольота для застосування на суднах для льодової розвідки і пошуково-рятувальних робіт, транспортування вантажів на зовнішній підвісці, перевезення пасажирів. Вертоліт може обслуговувати бурові вежі та платформи на шельфі, здійснювати розвантаження суден. Як пошуково-рятувальний, вертоліт оснащується додатковим рятувальним, санітарним та освітлювальним обладнанням. Гелікоптер є однотипним з Ка-32Т. |
| Ка-32СІ      | Позначення гелікоптера Ка-32С, призначеного для екологічного дослідження водних поверхонь. Вертоліт був обладнаний геолого-екологічним комплексом ГЕВК-1 та паливною системою збільшеної ємності (з додатковими баками № 7). У 1993 році було обладнано один гелікоптер Ка-32С RA-31584 (заводський номер 8706). Згодом через закриття програми геолого-екологічний комплекс було демонтовано з гелікоптера. Вертольоту було залишено позначення Ка-32С. |
| Ка-32Т       | Транспортна модифікація вертольота для транспортування великогабаритних вантажів зовнішньої підвісці, перевезення людей і вантажів у транспортній кабіні. Від Ка-32С відрізняється відсутністю локатора «Восьминіг» та його обтічника в носовій частині. Також на гелікоптері не встановлюється пошуково-рятувальне обладнання. Гелікоптер є однотипним з Ка-32С. |
| Ка-32Т/С     | Універсальне позначення однотипних гелікоптерів Ка-32Т і Ка-32C. |

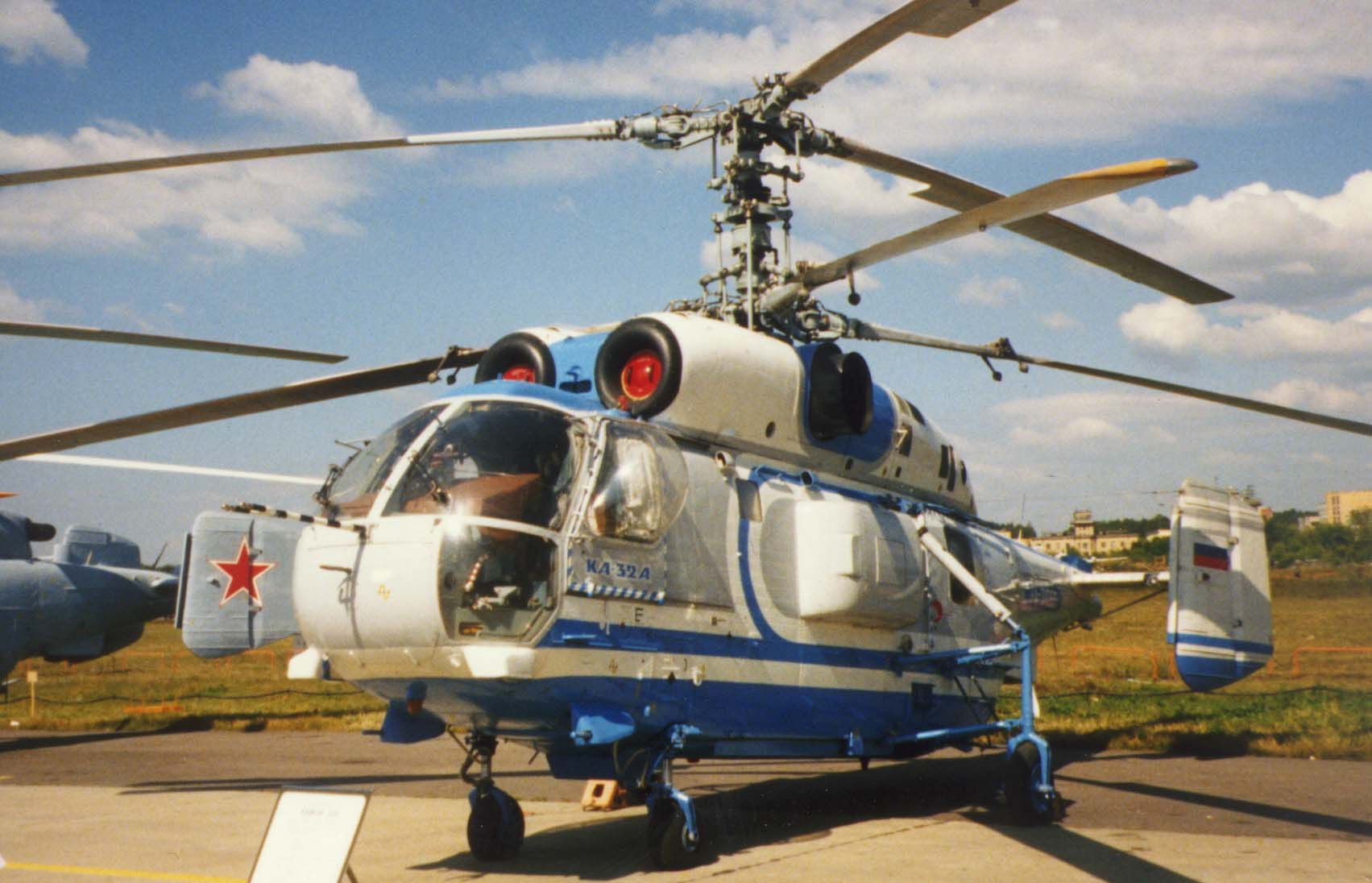
Ka-32А
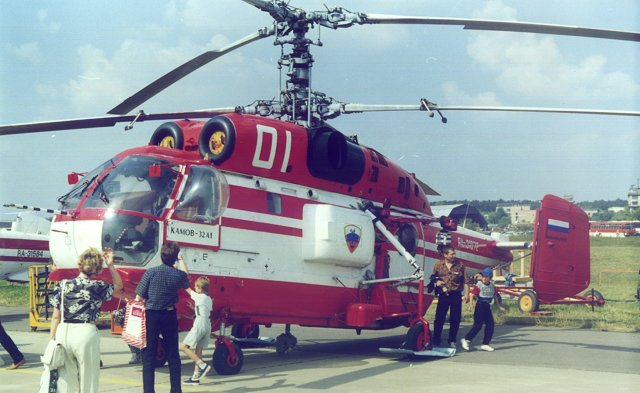
Ka-32A1
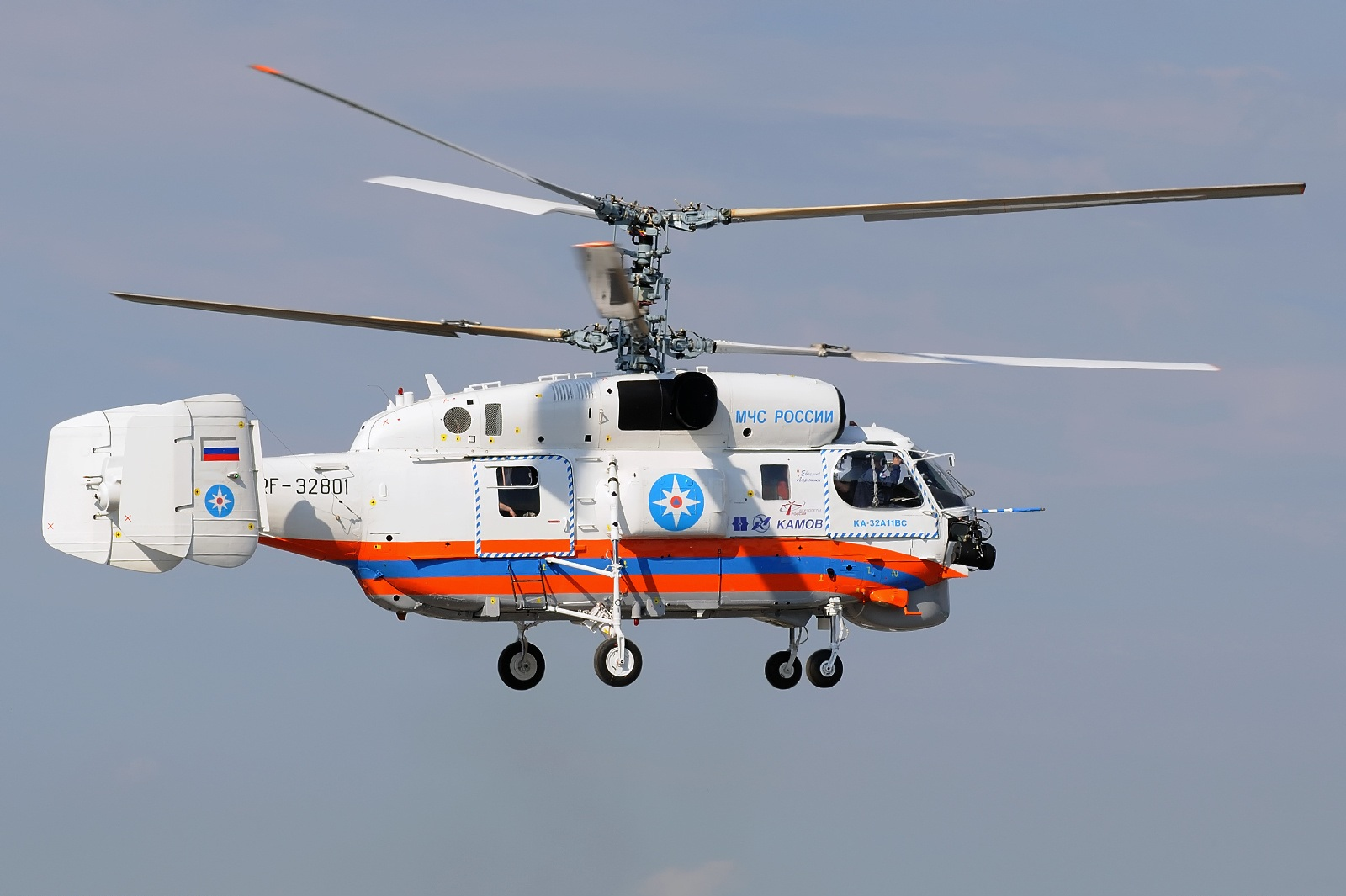
Ka-32А11ВС
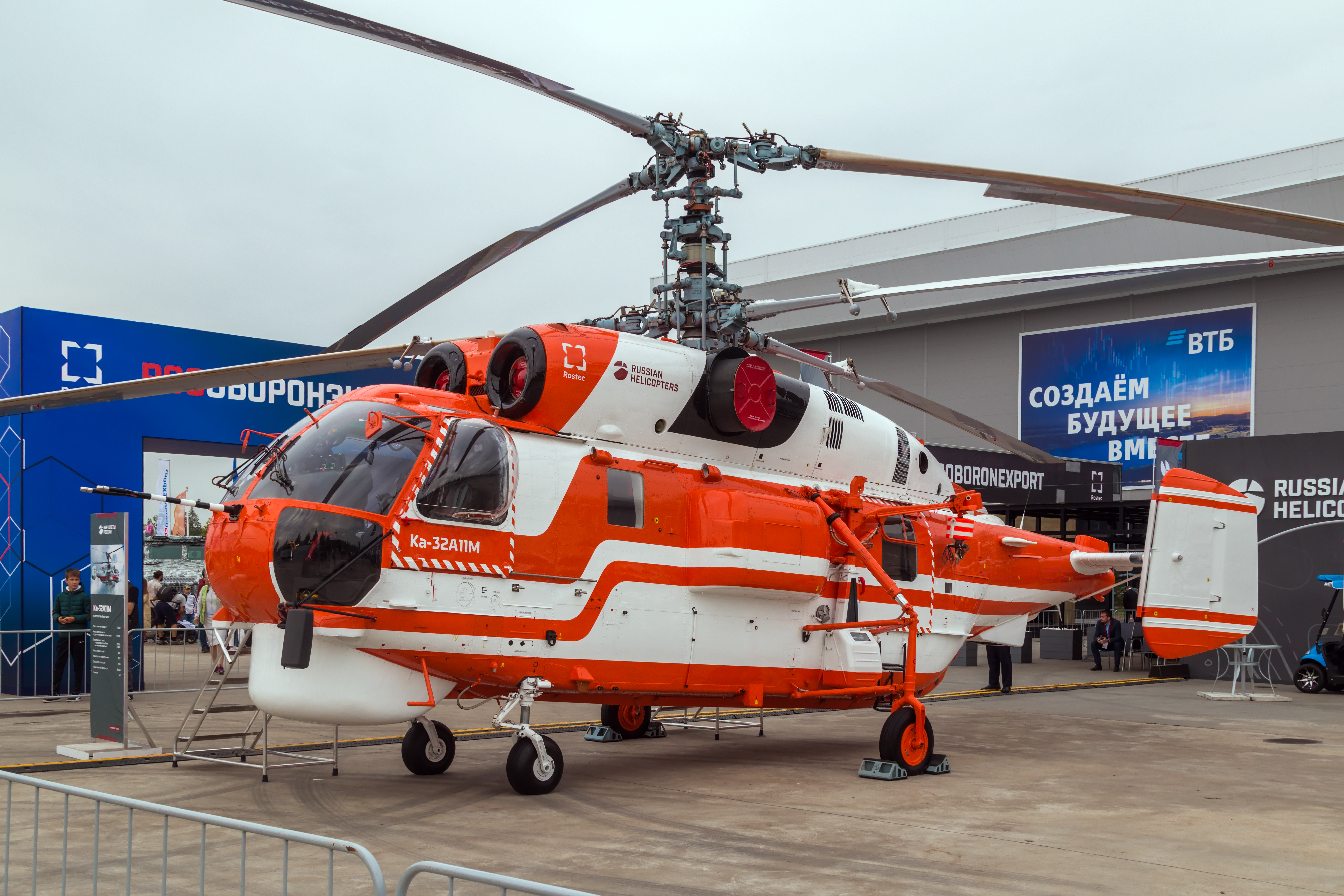
Ka-32А11М
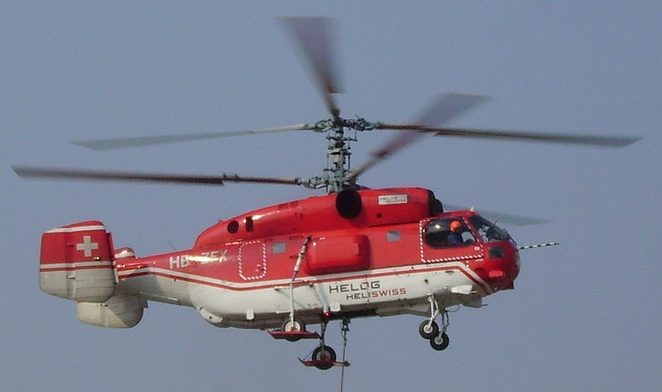
Ka-32А12
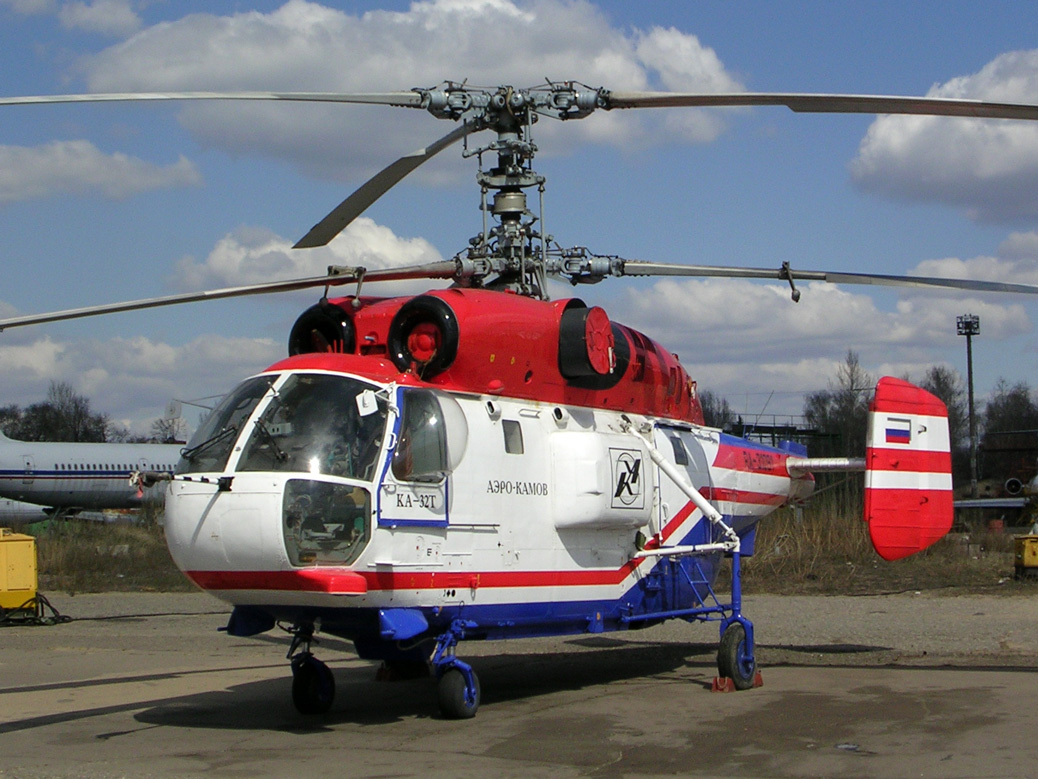
Ka-32Т

## Льотно-технічні характеристики

### Основні розміри
- діаметр несучих гвинтів: 15,9 м
- висота вертольота: 5,45 м
- довжина вертольота (зі складеними лопатями): 12,217 м
- ширина вертольота (зі складеними лопатями): 3,805 м
- кут нахилу валу несучих гвинтів: +4°30' (вперед)

Габарити фюзеляжу з оперенням не виходять за межі площі обмаху несучих гвинтів.

### Вагові характеристики
- Мінімальна злітна маса гелікоптера: 7200 кг
- Максимальна злітна маса гелікоптера: 11 000 кг
- Максимальна польотна маса з вантажем на зовнішній підвісці: 12 700 кг
- Максимальна маса вантажу у вантажній кабіні:
  - Ка-32С: 3300 кг
  - Ка-32Т: 3500 кг
  - Ка-32А та пізніші модифікації: 3700 кг
- Максимальна маса вантажу на зовнішній підвісці: 5000 кг

## Тактико-технічні характеристики
Технічні характеристики
- Екіпаж: 2 особи
- Пасажиромісткість: 13 осіб
- Вантажопідйомність: 5000 кг
- Довжина: 11,30 м
- Діаметр несучого гвинта: 15,90 м
- Висота: 5,40 м
- Маса порожнього: 6000 кг
- Нормальна злітна маса: 11000 кг
- Силова установка: 2 × ТВ3-117ВМА
- Потужність двигунів: 2 × 2200 к.с.

Льотні характеристики
- Максимальна швидкість: 260 км/год
- Крейсерська швидкість: 240 км/год
- Практична дальність: 800 км
- Статична стеля: 3500 м
- Динамічна стеля: 6000 м

## Порівняння сучасних цивільних гелікоптерів КБ Камова та Міля
|                                               | Ка-226            | Ка-60           | Ка-62                         | Ка-32          | Мі-171 / Мі-8АМТ      | Мі-38        |
| --------------------------------------------- | ----------------- | --------------- | ----------------------------- | -------------- | --------------------- | ------------ |
| Екіпаж                                        | 1-2               | 1-2             | 1-2                           | 2              | 3                     | 2            |
| Пасажиромісткість (чол)                       | 4-7               | 14              | 15                            | 13             | 26                    | 30           |
| Вантажопідйомність/ на зовнішній підвісці, кг | 1000              | 2 000/2 500     | 2 200/2 500                   | 5 000          | 4 000                 | 5 000        |
| Максимальна злітна маса, кг                   | 3400              | 6 500           | 6 500/6800                    | 11 000         | 12 000                | 15 600       |
| Силова установка                              | ГТ 2 × Arrius 2G1 | 2 × ТВаД РД-600 | 2 × ТВаД Turboméca Ardiden 3G | 2 × ТВ3-117ВМА | 2 × ТВ3-117 (ВК-2500) | 2 × ТВ7-117В |
| Потужність двигунів, к. с.                    | 580 л. з          | 2 × 1300        | 2 × 1776 (на злітному режимі) | 2 × 2200       | 2 × 1641 кВт          | 2 × 2800     |
| Крейсерська швидкість, км/год                 | 195               | 265             | 290                           | 240            | 225                   | 260-280      |
| Практична/перегінна дальність, км             | 600               | 700             | 720                           | 800            | 610                   | 820/1350     |
| Статична / Динамічна стеля, м                 | 4100/5700         | 2100/5150       | 3200/6100                     | 3500/6000      | 3900/5000             | 5250/6300    |

## Аварії та катастрофи
- 4 червня 1987 — Ка-32Т: Мурманська область, Кольський район, поблизу сел. Териберка, загинуло 4 особи. Причина — обрив вантажу на зовнішній підвісці, внаслідок чого трос, що лопнув, зрізав стабілізатор і намотався на несучі гвинти[4].
- 17 серпня 1990 — Ка-32С: Мурманська область, 6 км на захід від Ловозеро, загинуло 11 осіб. Причина — поломка редуктора[5].
- 27 березня 1991 — Ка-32С розбився в Ленінградській області. Причина — руйнування лопаті нижнього гвинта[6].
- 15 травня 1991 — Ка-32Т впав у море в Приморському краї[7].
- 7 жовтня 1992 — Ка-32С розбився в Красноярському краї, загинуло 4 людини[8].
- 11 червня 1999 — Ка-32С розбився в Індонезії, 1 людина загинула. Причина — падіння обертів несучих гвинтів[9].
- 4 вересня 2003 — Ка-32 розбився в Краснодарському краї, 9 осіб загинуло[10].
- Квітень 2004 — Ка-32 розбився в Малайзії, 1 загинув, 2 поранені[11].
- 4 вересня 2005 року Ка-32 розбився у Малайзії, троє загинули.
- 23 жовтня 2005 року Ка-32 розбився в Азербайджані, повністю згорів, 5 людей загинуло[12].
- 28 серпня 2006 року Ка-32 зазнав аварії в Туреччині[13].
- 6 листопада 2009 року Ка-32А, що належав південнокорейській приватній компанії-перевізнику Changwoon Aviation Co., Ltd., зазнав аварії на одному зі схилів гори Чомбонсан (1424 м) через погані погодні умови. Обидва пілоти загинули. Гелікоптер використовувався в підрозділі Корейської електричної корпорації (KEPCO), що займається монтажем опор ЛЕП. У день аварії вертоліт мав перевезти вантаж деревини[14].
- 23 листопада 2009 року Ка-32А, який перебував в експлуатації південнокорейської Лісової служби, розбився під час тренувального польоту в провінції Чолла-Намдо. Загинули пілот вертольота та два стажери. Гелікоптер зіткнувся з поверхнею озера Йонам під кутом 70 градусів. Слідча група дійшла висновку про те, що аварія сталася під час імітування забору води з озера для гасіння лісової пожежі. Основними версіями катастрофи на стадії розслідування вважалися помилка пілота або відмова обладнання[15].
- 26 вересня 2010 року Ка-32C (RA-31584) зазнав катастрофи в районі «Місячна Поляна», м. Сочі, Краснодарського краю. Катастрофа сталася через самовимкнення обох двигунів з причин застосування некондиційного палива та виробничого дефекту регулятора частоти обертання вільної турбіни правого двигуна. Загинуло 2 особи, 1 постраждав[16].
- 26 квітня 2012 року Ка-32 (ER-KGD) зазнав катастрофи в районі села Острів у Румунії. Гелікоптер летів до Туреччини для гасіння пожеж. Всі 5 людей, що знаходилися на борту, загинули[17].
- 26 липня 2012 року через відмову двигуна Ка-32АО (RA-31579) здійснив грубу посадку в районі м. Сочі Краснодарського краю. Вертоліт отримав незначні ушкодження, жертв немає[18].
- 9 серпня 2012 року Ка-32Т (RA-31596) о 15:20 (за місцевим часом) зазнав катастрофи в районі села Карачам у провінції Мугла в Туреччині. Всі 5 людей, що знаходилися на борту, загинули[19].
- 3 вересня 2012 року в районі населеного пункту Меморіа (Memoria) (Португалія) при виконанні польоту з гасіння пожеж Ка-32А11ВС (CS-HMO) внаслідок відмови двигуна, під час забору води, з подальшим розгоном зі зниженням зачепився зовнішньою підвіскою за огорожу та впав. Вертоліт отримав значні ушкодження[20].
- 4 серпня 2013 року вертоліт Ка-32А11BC (C-JKHL) здійснив грубу посадку в районі населеного пункту Белла Кулла (Bella Coola) (Канада)[21]. Гелікоптер отримав пошкодження. Постраждалих немає.
- 11 листопада 2014 — Ка-32 МНС РФ в ході виконання планового навчально-тренувального польоту здійснив жорстку посадку в районі населеного пункту Суха Падіна Ставропольського краю. Ка-32 отримав пошкодження та загорівся, чотири особи отримали різні травми, пізніше один помер у лікарні; загинув командир повітряного судна[22][23].
- 3 липня 2017 року — Ка-32С, що належить компанії Авіаліфт Владивосток, здійснив вимушену посадку на воду. На борту знаходилися 3 члени екіпажу. Ніхто не постраждав[24][25].
- 25 березня 2021 року — Ка-32 МНС Росії ввечері здійснював навчальний політ, впав в акваторію Курської затоки в Калінінградській області. На борту були троє людей: двох врятували, один (борттехнік) загинув[26].
- 26 квітня 2024 року — Ка-32: міжнародний аеропорт Остафьєво, Новомосковський адміністративний округ міста Москви (РФ). Ка-32 згорів на стоянці в результаті операції, проведеної ГУР МОУ[27][28].

## Експлуатанти
- Росія
- Південна Корея: 63 Ка-32Т/С і Ка-32А, з яких 9 перебувають на озброєнні морської поліції та 7 на озброєнні ВПС, як пошуково-рятувальні вертольоти. 31 Ка-32 експлуатуються як протипожежні вертольоти у Лісовій службі Кореї. Крім них 15 Ка-32 застосовуються різними цивільними компаніями та відомствами.
- Україна
- Болгарія
- Азербайджан: 6 Ка-32 для МНС[29].
- Канада
- Іспанія: 10 протипожежних гелікоптерів Ка-32А11ВС
- Швейцарія
- Японія: 1 Ка-32А11ВС[30]
- Казахстан: 2 Ка-32А11ВС придбано для Міністерства надзвичайних ситуацій[31].
- Бразилія
- Туреччина: 3 багатоцільові вертольоти Ка-32A11BC[32].
- Північна Корея

### Перебуває на озброєнні
- Південна Корея: 7 вертольотів Ка-32А4 поставлено, 32 замовлено[33].

### Колишні експлуатанти
- Португалія: 6 протипожежних гелікоптерів Ка-32А11ВС[34] (передані Україні[35])